# Lewiston (Utah)
Lewiston és una població dels Estats Units a l'estat de Utah. Segons el cens del 2000 tenia 1.877 habitants.

## Demografia
Segons el cens del 2000, Lewiston tenia 1.877 habitants, 531 habitatges, i 446 famílies. La densitat de població era de 28,3 habitants per km².
Dels 531 habitatges en un 53,3% hi vivien nens de menys de 18 anys, en un 75% hi vivien parelles casades, en un 6,8% dones solteres, i en un 16% no eren unitats familiars. En el 14,3% dels habitatges hi vivien persones soles el 7,3% de les quals corresponia a persones de 65 anys o més que vivien soles. El nombre mitjà de persones vivint en cada habitatge era de 3,53 i el nombre mitjà de persones que vivien en cada família era de 3,94.
Per edats la població es repartia de la següent manera: un 39,4% tenia menys de 18 anys, un 12,3% entre 18 i 24, un 24,7% entre 25 i 44, un 14,5% de 45 a 60 i un 9,1% 65 anys o més.
L'edat mitjana era de 24 anys. Per cada 100 dones de 18 o més anys hi havia 94,9 homes.
La renda mitjana per habitatge era de 36.417 $ i la renda mitjana per família de 41.705 $. Els homes tenien una renda mitjana de 28.750 $ mentre que les dones 22.083 $. La renda per capita de la població era de 12.385 $. Entorn del 8,7% de les famílies i el 10,2% de la població estaven per davall del llindar de pobresa.

## Poblacions més properes
El següent diagrama mostra les poblacions més properes.